# Шамбон-ле-Шато
Шамбо́н-ле-Шато́ (фр. Chambon-le-Château) — колишній муніципалітет у Франції, у регіоні Окситанія, департамент Лозер. Населення — 292 осіб (2011).
Муніципалітет був розташований на відстані близько 460 км на південь від Парижа, 140 км на північ від Монпельє, 40 км на північ від Манда.

## Історія
До 2015 року муніципалітет перебував у складі регіону Лангедок-Русійон. Від 1 січня 2016 року належав до нового об'єднаного регіону Окситанія.
1 січня 2019 року Шамбон-ле-Шато і Сен-Семфор'ян було об'єднано в новий муніципалітет Бель-Ер-Валь-д'Анс.

## Демографія
Динаміка населення (Cassini ):
Розподіл населення за віком та статтю (2006):
| Стать | Всього | До 15 років | 15-24 | 25-44 | 45-64 | 65-85 | Понад 85 |
| --- | ------ | ----------- | ----- | ----- | ----- | ----- | -------- |
| Чоловіки | 164    | 38          | 13    | 33    | 34    | 38    | 8        |
| Жінки | 164    | 47          | 17    | 38    | 21    | 33    | 8        |
| \| Статево-вікова піраміда \| Статево-вікова піраміда \| Статево-вікова піраміда \| \| ----------------------- \| ----------------------- \| ----------------------- \| \| Чоловіки \| Вік \| Жінки \| \| 8 \| 85 + \| 8 \| \| 13 \| 80-84 \| 4 \| \| 17 \| 75-79 \| 17 \| \| 8 \| 70-74 \| 8 \| \| 0 \| 65-69 \| 4 \| \| 0 \| 60-64 \| 0 \| \| 13 \| 55-59 \| 13 \| \| 8 \| 50-54 \| 4 \| \| 13 \| 45-49 \| 4 \| \| 8 \| 40-44 \| 0 \| \| 21 \| 35-39 \| 13 \| \| 0 \| 30-34 \| 17 \| \| 4 \| 25-29 \| 8 \| \| 13 \| 20-24 \| 13 \| \| 0 \| 15-20 \| 4 \| \| 0 \| 10-14 \| 4 \| \| 13 \| 5-9 \| 13 \| \| 25 \| 0-4 \| 30 \| |        |             |       |       |       |       |          |
| Статево-вікова піраміда |        |             |       |       |       |       |          |
| Чоловіки | Вік    | Жінки       |       |       |       |       |          |
| 8 | 85 +   | 8           |       |       |       |       |          |
| 13 | 80-84  | 4           |       |       |       |       |          |
| 17 | 75-79  | 17          |       |       |       |       |          |
| 8 | 70-74  | 8           |       |       |       |       |          |
| 0 | 65-69  | 4           |       |       |       |       |          |
| 0 | 60-64  | 0           |       |       |       |       |          |
| 13 | 55-59  | 13          |       |       |       |       |          |
| 8 | 50-54  | 4           |       |       |       |       |          |
| 13 | 45-49  | 4           |       |       |       |       |          |
| 8 | 40-44  | 0           |       |       |       |       |          |
| 21 | 35-39  | 13          |       |       |       |       |          |
| 0 | 30-34  | 17          |       |       |       |       |          |
| 4 | 25-29  | 8           |       |       |       |       |          |
| 13 | 20-24  | 13          |       |       |       |       |          |
| 0 | 15-20  | 4           |       |       |       |       |          |
| 0 | 10-14  | 4           |       |       |       |       |          |
| 13 | 5-9    | 13          |       |       |       |       |          |
| 25 | 0-4    | 30          |       |       |       |       |          |

## Економіка
2010 року серед 146 осіб працездатного віку (15—64 років) 88 були активними, 58 — неактивними (показник активності 60,3%, у 1999 році було 74,1%). З 88 активних мешканців працювало 80 осіб (44 чоловіки та 36 жінок), безробітними було 8 (2 чоловіки та 6 жінок). Серед 58 неактивних 9 осіб було учнями чи студентами, 18 — пенсіонерами, 31 була неактивною з інших причин.

У 2010 році в муніципалітеті числилось 98 оподаткованих домогосподарств, у яких проживали 195,0 особи, медіана доходів виносила 16 539 євро на одного особоспоживача